# Beiersdorf (Beiersdorf-Freudenberg)
Beiersdorf ist ein Ortsteil der Gemeinde Beiersdorf-Freudenberg im Landkreis Märkisch-Oderland in Brandenburg.

## Geographie
Der Ort liegt 2 Kilometer westsüdwestlich von Freudenberg und 13 Kilometer östlich von Bernau bei Berlin. Die Nachbarorte sind Beerbaum im Norden, Tiefenseer Siedlung und Freudenberg im Nordosten, Tiefensee und Bahnhofssiedlung im Südosten, Beiersdorf Ausbau im Süden, Schönfeld im Südwesten sowie Tempelfelde, Friedrich-Wilhelms-Hof und Gratze im Nordwesten.